# Orahovke
Orahovke (orahovci, lat. Juglandaceae), biljna porodica iz reda Fagales, koja ime dobiva po rodu listopadnog drveća Juglans ili orah, što je skraćeno od Jovis (Jupiter) i glans (žlijezda), odnosno, jupiterov žir. Porodici uz orahe pripadaju i rodovi platikarija (Platycarya), karija  ili hikorija (Carya), pterokarija (Pterocarya), Rhoiptelea, Oreomunnea, Engelhardia, Cyclocarya, Alfaroa.
Orasi su rašireno pretežno po Americi i Aziji, a jedina autohtona vrsta je obični ili pitomi orah Juglans regia, s jestivim plodom. Drvo vrste J. regia cijenjeno je i u stolarstvu, zbog čega se mnogo uzgaja. 
Druga vrsta oraha prisutna u Hrvatskoj je američki crni orah (J. nigra), s deblom promjera do dva metra, sivocrne kore, i uzduž duboko izbrazdana. U prave orahe spada i sivi orah J. cinerea, rasprostranjen na sjeveroistoku Sjeverne Amerike, koji se često uzgaja kao ukrasna biljka, a može narasti do 30 metara visine. 
Poznate vrste ostalih rodova su obična karija (C. ovata) iz istočne Sjeverne Amerike, s ukusnim i jestivim plodovima, a stablo mu naraste do 40 metara. Kavkaska pterokarija (Pterocarya fraxinifolia) raste na području Kavkaza, a može izrasti do 30 metara visine, široke je krošnje ali plitkog sustava korijena.

## Podjela
Juglandaceae DC. ex Perleb (73 spp.)
1. Subfamilia Engelhardioideae Iljinsk.
  1. Engelhardia Lesch. ex Blume (13 spp.)
  2. Oreomunnea Oerst. (3 spp.)
  3. Alfaroa Standl. (6 spp.)
2. Subfamilia Platycaryoideae W.E.Manning
  1. Platycarya Siebold & Zucc. (2 spp.)
3. Subfamilia Juglandoideae Eaton
  1. Tribus Caryeae Koidz.
    1. Annamocarya A. Chev. (1 sp.)
    2. Carya Nutt. (19 spp.), karija, hikorija

  2. Tribus Juglandeae Rchb.
    1. Juglans L. (22 spp.), orah
    2. Pterocarya Kunth (6 spp.)
    3. Cyclocarya Iljinsk. (1 sp.)